# Hitler – Die letzten zehn Tage
Hitler – Die letzten zehn Tage (Originaltitel: Hitler: The Last Ten Days) ist ein britisch-italienischer Historienfilm aus dem Jahr 1973.

## Handlung
Der Film beginnt mit einem Gespräch zwischen Adolf Hitler und Prof. Karl Gebhardt, den er zum Präsidenten des Roten Kreuzes ernennt.
Es folgt in einer Vorgeschichte, wie die Weltwirtschaftskrise in Deutschland dazu führt, dass Adolf Hitler zum Reichskanzler gewählt wird. Danach kommt der Vorspann, wo im Hintergrund das Vorrücken und das wieder Abrücken der Wehrmacht gezeigt wird.
Der eigentliche Film beginnt damit, dass der Propagandaminister Joseph Goebbels eine Rundfunkansprache für den sogenannten Führergeburtstag am 20. April 1945 hält. Kurz darauf betritt der fiktive Hauptmann Hoffmann den sogenannten Führerbunker, in dem sich Adolf Hitler aufhält. Der Hauptmann wird gebeten zu warten, da die höchsten Generäle und Politiker des Deutschen Reiches Hitler zum Geburtstag gratulieren. Außerdem wird Eva Braun, die Geliebte Adolf Hitlers, vorgestellt.

## Kritik
Das Lexikon des internationalen Films urteilte: „Am historischen Bild und Machteinfluß Hitlers gemessen, ist der Film eine offenkundige Fehlinterpretation, die sich durch Kitscheffekte bei der Ausmalung bekanntgewordener Tatsachen auch noch um den angemessenen Ernst bringt.“

## Hintergrund
Der aufwändig produzierte Spielfilm ist der zweite Versuch, die Tage im Führerbunker zu rekonstruieren. Den ersten Spielfilm zu diesem Thema legte Georg Wilhelm Pabst 1955 mit Der letzte Akt vor. Als dritten Versuch lässt sich der Kinofilm Der Bunker (1981) mit Anthony Hopkins in der Rolle von Adolf Hitler nennen. 2004 griff Oliver Hirschbiegel mit seinem Film Der Untergang das Thema erneut auf.

## Deutsche Fassungen
Es existieren zwei deutsche Synchronfassungen, die erste entstand beim MGM Synchronisations-Atelier, Berlin. Gerhard Donner schrieb das Dialogbuch und führte Regie. Die zweite entstand beim Synchronstudio F. Homann, Coesfeld.
| Figur                                        | Darsteller        | Deutscher Sprecher     | Deutscher Sprecher (DVD 2009) |
| -------------------------------------------- | ----------------- | ---------------------- | ----------------------------- |
| Adolf Hitler                                 | Alec Guinness     | Heinz Theo Branding    | Hans Bayer                    |
| Hauptmann Hoffmann                           | Simon Ward        | Norbert Langer         | Markus Kloster                |
| General der Infanterie Wilhelm Burgdorf      | Joss Ackland      | ?                      | Markus Kloster                |
| General Helmut Weidling                      | Michael Goodliffe | ?                      | Markus Kloster                |
| General Hans Krebs                           | Adolfo Celi       | Martin Hirthe          | Freddy Homann                 |
| Hanna Reitsch                                | Diane Cilento     | Anneliese Priefert     | Laura Guizzy                  |
| Gerda Christian                              | Sheila Gish       | ?                      | Laura Guizzy                  |
| Traudl Junge                                 | Angela Pleasence  | ?                      | Laura Guizzy                  |
| Constanze Manziarly                          | Phyllida Law      | Edith Elsholtz         | Laura Guizzy                  |
| Generalfeldmarschall Wilhelm Keitel          | Gabriele Ferzetti | Friedrich Schoenfelder | Lucius Woytt                  |
| Joseph Goebbels                              | John Bennett      | Dietrich Frauboes      | Lucius Woytt                  |
| Ludwig Stumpfegger                           | John Barron       | ?                      | Lucius Woytt                  |
| Generalfeldmarschall Robert Ritter von Greim | Eric Porter       | Rolf Schult            | Olaf Reitz                    |
| Hermann Fegelein                             | Julian Glover     | Lothar Blumhagen       | Olaf Reitz                    |
| Eva Braun                                    | Doris Kunstmann   | Doris Kunstmann        | Ulrike Hötzel                 |
| Magda Goebbels                               | Barbara Jefford   | Bettina Schön          | Ulrike Hötzel                 |
| Martin Bormann                               | Mark Kingston     | Hans W. Hamacher       | Momme Mommsen                 |
| Generaloberst Alfred Jodl                    | Philip Stone      | Horst Niendorf         | Karl Weishaupt                |